# María Clara Lobregat
María Clara Lorenzo y Rafols, vd.ª de Lobregat (26 de abril de 1921–2 de enero de 2004) fue una política filipina de la ciudad de Zamboanga, donde sirvió como su primera alcalde mujer y también representante ante el congreso de Filipinas. Fue la segunda de los cinco hijos de Pablo Lorenzo, alcalde también de la misma ciudad, así como representante ante la primera asamblea filipina.